# Anton Dolin

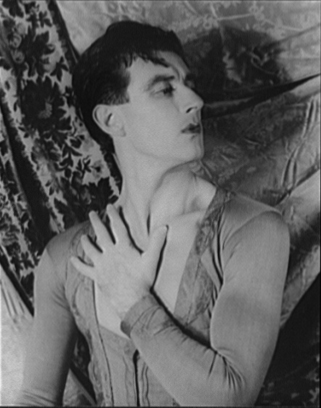
Anton Dolin 1940

Anton Dolin, artistnamn för Sydney Francis Patrick Healey-Kay, född 27 juli 1904 i Sussex, England, död 25 november 1983 i Paris, var en brittisk balettdansör och koreograf.

## Biografi
Dolin anslöt sig 1921 till Serge Diaghilews Ballets Russes och dansade i revyer och filmer. Åren 1935 - 38 hade han en egen ensemble och 1939 - 46 var han premiärdansör i American Ballet Theatre, där han satte upp flera klassiker och fick ett bestående inflytande på amerikansk balett. 
Hans mest kända danspartner var Alicia Markova. Tillsammans bildade de på 1950-talet Festival Ballet, som gjorde dem till ett världsberömt akrobatiskt balettpar.